# Ойстър
Ойстър (от английски: oyster, „стрида“) е английска смесена напитка, съдържаща малко алкохол или изобщо никакъв алкохол. Характерно за нея е, че се приготвя с жълтък от прясно яйце, доматено пюре, кетчуп, уорчестър сос, зехтин и подправки.
Ойстър се приготвя по следния начин. Първо внимателно се отделя яйченият жълтък от белтък. Всички съставки с изключение на жълтъка, се разбиват в шейкър или електрически миксер. Съдържанието се прелива в чаша за коктейли. Отгоре се слага със супена лъжица целият жълтък. Жълтъкът се напръсква с оцет, след което питието се украсява с малки листенца магданоз, целина и др. Сервира се с чаша студена вода. Прието е ойстър да се пият на един дъх.
Предпочита се предимно от мъже и често се консумира като отрезвителна напитка през нощта. Гарнира се със стриди, месо от раци или настръган хрян, което му придава по-добър вкус.